# 潜水鐘

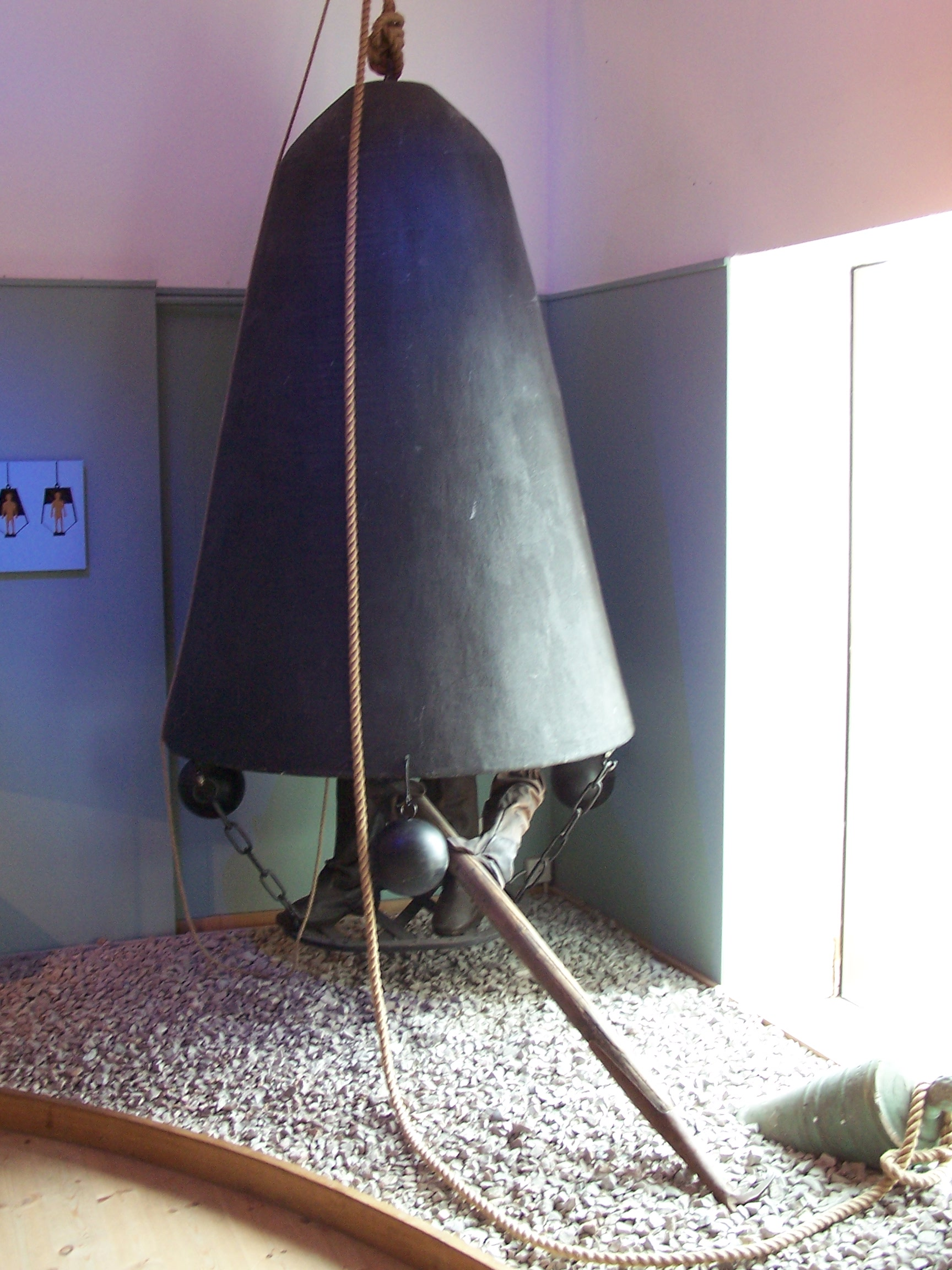
潜水鐘の外観

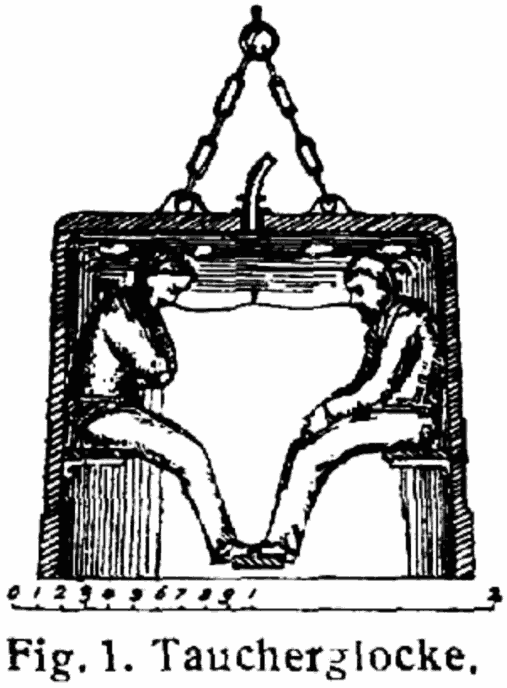
潜水鐘（断面図）

潜水鐘（せんすいしょう）、もしくはダイビング・ベル（英語: diving bell）は、かつて使われた潜水装置の一種。本体は金属製で鐘型（すなわち底が開いている）の構造物で、船舶などから水中に吊り下ろされる。
水上から管を通じて絶え間なく送気がなされる。この送気は二つの役割を果たす。第一に、これによって潜水鐘内部の気圧が外部の水圧と等しくなるまで高められる。そのため潜水鐘には（穴があるにもかかわらず）水は浸入しない。第二には、潜水鐘内部の空気が清浄に保たれ、搭乗者が呼吸を続けられる。
つまり潜水鐘を使えばスクーバ器材等を付けなくとも長時間水中に潜ることができ、なおかつ大気圧潜水とは違って搭乗者が半ば水中に開放されている（水に直接ふれることが可能）という利点がある。ただし潜水鐘内部は深度に応じて高圧になるので、搭乗者は潜水服を使う潜水の場合と同様、減圧症になる可能性がある。
18世紀には原型が完成し、19世紀には盛んに使用されたが、密閉型の潜水球（Bathysphere）や独立して動けるバチスカーフ（Bathyscaphe）にとって変わられたため、現在では使用されていない。
なお、飽和潜水に用いられるPTC（Personnel Transfer Capsule、人員輸送カプセル）もベルと呼ばれる。

## 歴史

### 前史

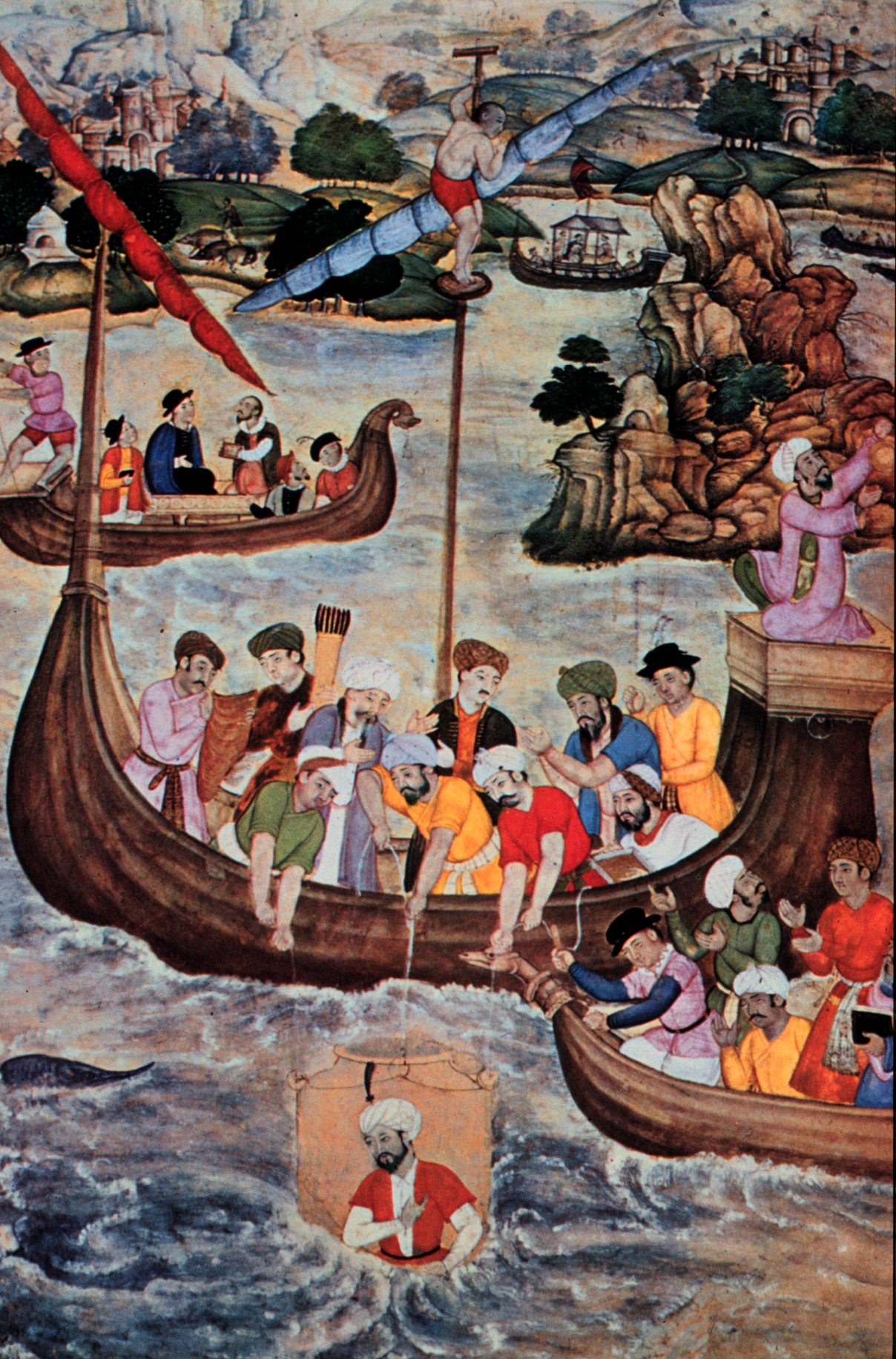
ガラス瓶で海に潜るアレキサンダー大王（16世紀の絵画）

- 紀元前4世紀後半 - アレクサンドロス3世（大王）がガラス瓶に入り海に潜ったという伝説がある。
- 1535年、イタリアのフランチェスコ・デ・マルキ（イタリア語版）が潜水鐘を使用してネミ湖に沈んだ古代ローマの沈没船から大理石敷石、青銅、銅や鉛の工芸品を引き上げ、水中考古学の先駆者となった[1]。
- 1538年 - スペインで原始的な潜水鐘が作られる。材質は革と金属で、吊下や送気はされず自由に動き回れるものだったが、内部の空気を使い切るまでの時間しか活動できなかった。
- 1687年 - ウィリアム・フィップスというアメリカ人が西インド諸島の海底に沈んだ財宝を引き上げる目的で潜水鐘を作る。
- 1717年 - エドモンド・ハレーの考案した潜水鐘が水中での作業に使われる。17mの水深に一時間半潜った。空気は重りの付いた樽に詰められて供給された。

### 18・19世紀
1790年にオランダから日本に泳気釣鐘が輸入され、飽の浦撃船所築造に使用。寛政5年（1793）に将軍徳川家斉の命により出島オランダ商館に注文されたが、ナポレオン戦争等の影響により出荷が遅れ、天保5年（1834）に英国製の泳気鐘がオランダ語のドイケスクロクの名で長崎に到着し、長崎造船所の最初の工場である江戸幕府の長崎製鉄所の建設に際して、修理船接岸用の岸壁の築造水中工事に使用された。現在、長崎造船所史料館の三菱長崎造船所旧木型場に展示されている。

### 20・21世紀
- 2014年 - 韓国のセウォル号沈没事故で韓国警察が潜水鐘による捜索活動を開始すると発表。しかし特に成果を挙げられず5月1日に撤収[5][リンク切れ]